# Erateina margarita
Erateina margarita är en fjärilsart som beskrevs av Saunders 1860. Erateina margarita ingår i släktet Erateina och familjen mätare. Inga underarter finns listade i Catalogue of Life.